# Gina Rinehart
Georgina Hope Rinehart, kaldet "Gina" (født 9. februar 1954 i St John's, Perth, Western Australia) er bestyrelsesformand i Hancock Prospecting, og datter af mine-magnaten Lang Hancock.  
I 2011 udråbte Forbes Asia hende som Australiens rigeste person, med en nettoformue på 9 milliarder australske dollar, hvad der var 7 milliarder mere end året før.

## Privatliv og familie
Hancocks forældre boede i Nunyerry, 60 km nord for Wittenoom indtil hun var fire år gammel. Hun kom på kostskolen St Hilda's Anglican School for Girls i Perth og senere læste hun økonomi på Sydney University.
Som 19-årig giftede hun sig med ungdomskæresten Greg Hayward, med hvem hun fik to børn, John Langley (født 2. januar 1976) og Bianca Hope (født cirka 1977).   Parret blev skilt i 1981.
Gina Hancock giftede sig igen som 29-årig, denne gang med den 57-årige amerikanske advokat Frank Rinehart. Han døde omkring år 1990. I ægteskabet fødtes tvillingerne Hope og Gina.

## Hancock Prospecting
Da hendes far døde i marts 1992, blev Gina Rinehart arbejdende bestyrelsesformand i HPPL og HPPL-gruppen. Fra 1992 og 14 år frem lå hun i kamp med sin stedmor Rose Porteous om omstændighederne ved faderens død og om kontrollen med Hancock-imperiet.
Hun fik i 1999 gennemført et forslag om at opkalde en bjergkæde efter sin familie – Hancock Tange ligger omkring 65 kilometer nordvest for Newman.
I BRW's oversigt Rich 200 i 2010 blev hun omtalt som Australiens rigeste kvinde med en anslået formue på 4,75 milliarder A$.